# Banu Tujib
De Banu Tujib (Arabisch: بنو تجيب) was een Arabische dynastie uit Al-Andalus die van 1018 tot 1039 regeerde over de Taifa van Zaragoza.
De Banu Tujib zijn van oorsprong van Jemenitische afkomst, die in de 8e eeuw naar Iberië zijn geëmigreerd ten tijde van de grote islamitische veroveringen. Deze invloedrijke familie, die een grote rol speelde in het politieke leven van Al-Andalus, behoorde tot de islamitische aristocratie. Het bolwerk van de familie lag in de vallei van de Ebro en meer bepaald in de stad Daroca. Het is vanuit deze stad dat ze hun invloed verspreidden, tot aan Calatayud. Ze waren vazallen van het Omajjadische Kalifaat van Cordoba dat hen had geholpen in hun strijd tegen de Banu Qasi, een moslimfamilie van Visigotische afkomst. Ze veroverden hun onafhankelijkheid ten tijde van de Taifa's, maar verloren die al snel ten voordele van de Banu Hud.
Het was de subtak van de Banu Hashim die als eerste haar politieke macht uitoefende. De eerste Tujibid-gouverneur van de Taifa van Zaragoza was Mohammed al-Anqar die in 890 werd aangesteld en zijn post verliet in 925. Hij werd opgevolgd door Hashim ibn Toujibi (925-930), Mohammed ibn Hashim (930-950), Yahia ibn Mohammed (950-975), Abderrahman ibn Mohammed al-Toujibi (975-989) en Abderrahman ibn Yahya (989-?)
De andere subtak, die van de Sumadih, slaagde erin in de eerste helft van de 11e eeuw de macht te grijpen in de Taifa van Almeria, waar hun dynastie regeerde tot de komst van de Almoraviden in 1091.
Het beroemdste lid van de dynastie is prins al-Mutasim die door de Almoraviden werd gedwongen zich terug te trekken uit de stad Béjaïa.